# Маркусь Василь Васильович
Васи́ль Ма́ркусь, Василь Васильович Ма́ркусь (27 грудня 1922, с. Бедевля, тепер Тячівський район, Закарпатська область — 15 жовтня 2012, Чикаго, США) — український науковець, публіцист, журналіст, пластовий і громадський діяч української діаспори в США. За фахом — юрист і політолог. Викладав політичні науки в університеті ім. Лойоли (Чикаго), дійсний член Національної академії наук України. Чоловік Дарії Маркусь.
Член редколегії 11-томної «Енциклопедії українознавства», головний редактор 7-томної «Енциклопедії української діяспори».

## Життєпис
Народився Василь Маркусь (до 1945 року — Маркуш) 27 грудня 1922 року в селі Бедевля в селянській родині.
Під час навчання в народній школи в рідному селі вступив до Пласту, був провідником гуртка «Чумаки», редактором курінної газети «Ватра». Закінчив Хустську гімназію. У травні 1942 року був заарештований, а в липні засуджений військовим судом у рамках ковнерівського процесу до п'яти років ув'язнення за участь в українському молодіжному підпіллі на Закарпатті. Після звільнення з тюрми в 1943 році вчився на філологічному факультеті Будапештського університету, студіював лінгвістику. В листопаді 1944 року був учасником Першого з'їзду народних комітетів Закарпатської України, підписував Маніфест про возз'єднання Закарпаття з Україною. У 1945 році виїхав до Німеччини. Згодом проживав також у Швейцарії, Франції, Чикаго (США).
Брав активну участь у громадському житті. Обіймав посаду голови Центрального союзу українського студентства (1952–54). Був членом Закордонних частин ОУН, а згодом став заступником голови політичної ради ОУН (за кордоном), член закордонного представництва УГВР, співзасновник Товариства української студіюючої молоді ім. М. Міхновського, редактор журналу «Фенікс» (до 1954).
Вивчаючи право і політичні науки, здобув науковий ступінь доктора наук. Видав цілий ряд наукових праць. У зарубіжній науковій пресі видрукував понад 200 оглядів, статей, рецензій. Був співредактором журналу «Український самостійник» (Мюнхен), членом редколегії «Енциклопедії української діаспори» (Чикаго — Київ), а з 1993 року — співредактор журналу «Українська діаспора» (Київ).
Помер 15 жовтня 2012 року

## Праці
Відомі його праці «Закарпаття в енциклопедії українознавства», «Політична і державно-правова еволюція українського Закарпаття» та ін.
Є автором передмови до праці Мирослава Трухана «Українці в Польщі після Другої світової війни, 1944—1984 / Передмова: Василь Маркусь. — Ню Йорк; Париж; Сидней; Торонто, 1990. — XII + 404 с.», яка становить Том 208 Записок Наукового товариства імені Шевченка.
У 1995 в Ужгороді у видавництві «Ґражда» побачила світ поетична збірка Василя Маркуся (псевдонім Василь Марко) «Спомин» (літературні спроби — публікації 40-х років).

## Цитати
Як представник першої хвилі українських емігрантів пан Маркусь радить не покладатися лише на закордонне українство у справі розбудови незалежності держави, оскільки сьогоднішня діаспора вже інша:
|  | Я бачу це по своїх дітях. Вони інакше думають. Це прагматичні люди, які практично дивляться на свою кар'єру, на своє ставлення до України. Україна для них — це земля батьків, якій варто симпатизувати. Але це не їхня країна. Така доля усіх еміграцій, і ми маємо ставитися до цього з розумінням. Україну повинні будувати українці в Україні. |